# Salia mimalis
Salia mimalis là một loài bướm đêm trong họ Noctuidae.